# Tromsdalen
Tromsdalen er en bydel i den norske by Tromsø. Bydelen forbinder Tromsøya med fastlandet via Tromsøbroen, der blev bygget i perioden 1958-1960. Den grænser op til Tomasjord i nord, og Solligården i syd. Bydelen er opkaldt efter dalen i området. Tromsdalen er en dal der fører fra Tromsdalstinden ned til Tromsøysundet og Tromsøya (Tromsø).